# Stoszowice
Stoszowice (niem. Peterwitz, wcześniej Polnisch Peterwitz) – wieś w Polsce położona w województwie dolnośląskim, w powiecie ząbkowickim, siedziba gminy Stoszowice.

## Podział administracyjny
| SIMC    | Nazwa              | Rodzaj  |
| ------- | ------------------ | ------- |
| 0855523 | Stoszowice-Kolonia | kolonia |

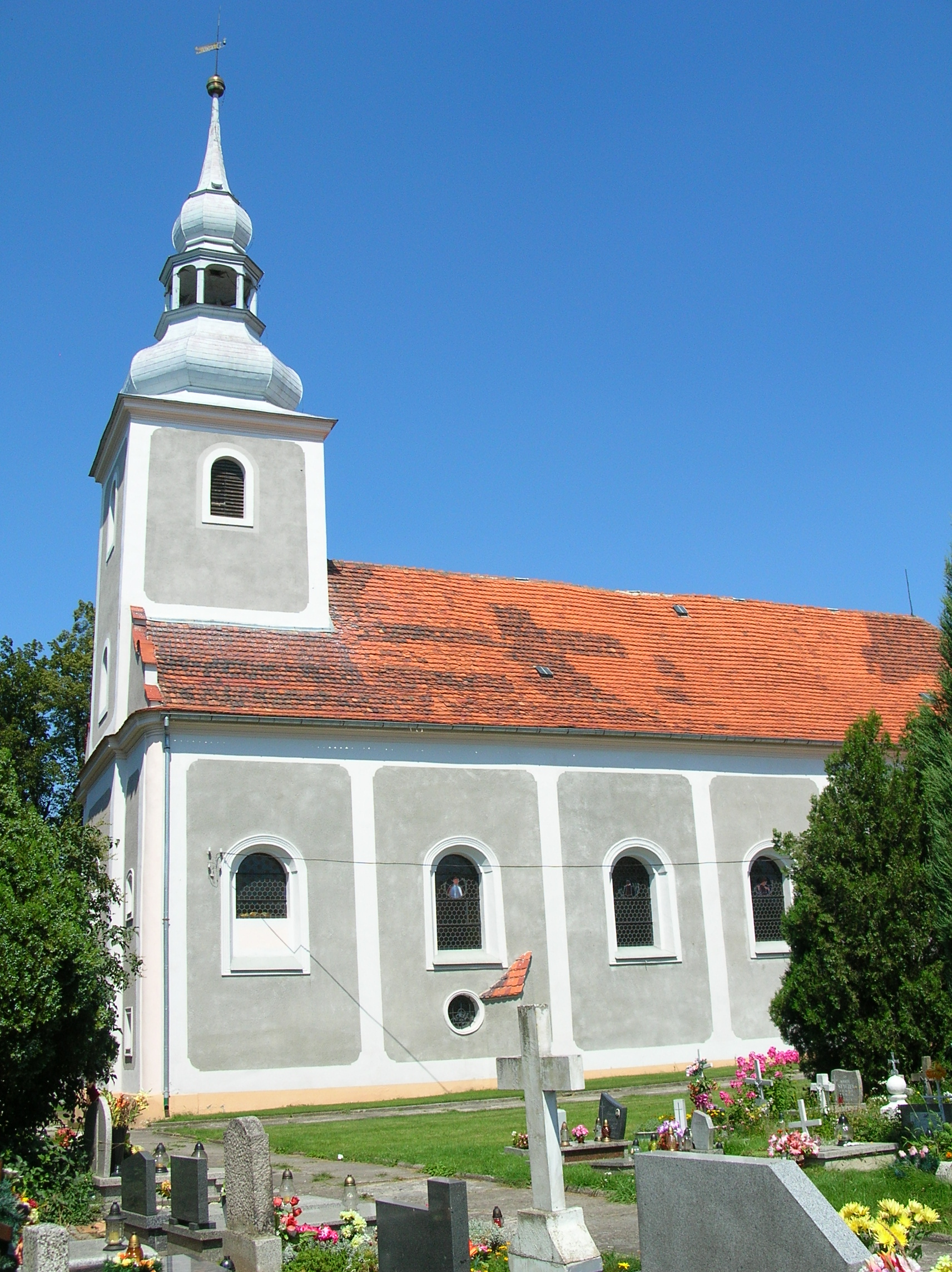
Kościół pw. św. Barbary

W latach 1975–1998 miejscowość administracyjnie należała do województwa wałbrzyskiego.

## Demografia
Według Narodowego Spisu Powszechnego (III 2011 r.) liczyły 969 mieszkańców. Są trzecią co do wielkości miejscowością gminy Stoszowice.

## Krótki opis
W 2004 wieś przyciągnęła uwagę mediów ogólnopolskich z uwagi na plany władz gminy niekonwencjonalnego rozwiązania problemów oświaty gminnej poprzez przekazanie prowadzenia szkół fundacji. W gminie funkcjonuje również Klub Jeździecki Leszczynówka, zajmującym się konnymi skokami przez przeszkody.

## Nazwa
W alfabetycznym spisie miejscowości na terenie Śląska wydanym w 1830 roku we Wrocławiu przez Johanna Knie wieś występuje pod niemiecką nazwą Polnisch Peterwitz.

## Zabytki
Do wojewódzkiego rejestru zabytków wpisane są:
- kościół parafialny pw. św. Barbary, początkowo gotycki z XIV-XV w., przebudowany w XVIII w. (1763-1768) w stylu barokowym[10]
- zespół zamkowy, z drugiej połowy XVI w., XVII-XIX w.:
  - zamek[11] – zbudowany na planie czworoboku trzyskrzydłowy obiekt z dziedzińcem wewnętrznym i bramą wjazdową od zachodu. Na elewacjach zachowały się herby właścicieli pałacu, m.in. von Strachwitzów[12].
  - mur obronny
  - park
  - folwark
    - stajnia z wozownią, z końca XVIII w., w drugiej połowie XIX w.
    - budynek inwentarski, z końca XVIII w., w drugiej połowie XIX w.
    - budynek inwentarski, z końca XIX w.
    - obora, z końca XIX w.
    - stodoła z chlewem, z końca XIX w.